# Bulbinella triquetra
Bulbinella triquetra es una especie de planta bulbosa perteneciente a la familia Xanthorrhoeaceae. Es originaria de Sudáfrica.

## Descripción
Es una planta bulbosa, perennifolia, herbácea, geófita con raíz de numerosas fibras carnosas, su ápice coronado por una densa masa de pelos, las hojas son numerosas, delgadas,  cilíndricas, glabras, persistentes, con pedúnculo delgado. La inflorescencia en forma de racimo, oblonga o cilíndrica; perianto blanquecino , rara vez amarillo brillante. El fruto es una cápsula globosa.

## Taxonomía
Bulbinella triquetra fue descrita por (L.f.) Kunth y publicado en Enumeratio Plantarum Omnium Hucusque Cognitarum 4: 573, en el año 1843. (17-19 Jul 1843)
Sinonimia
- Anthericum capillare (Poir.) Spreng.
- Anthericum peronatum (Kunth) Baker
- Anthericum triquetrum L.f. basónimo
- Bulbine triquetra (L.f.) Spreng.
- Bulbinella capillaris (Poir.) Kunth
- Bulbinella peronata Kunth
- Bulbinella setifolia Kunth
- Phalangium capillare Poir[5]